# Alessandro Ciriani
Alessandro Ciriani (Pordenone, 2 agosto 1970) è un politico italiano, sindaco di Pordenone dal 2016 al 2024 ed europarlamentare dal 2024.

## Biografia
È fratello del senatore ed ex capogruppo al senato di Fratelli d'Italia Luca Ciriani, ministro per i rapporti con il Parlamento nel governo Meloni.
Dopo essersi diplomato al Liceo scientifico Elisabetta Vendramini di Pordenone, si laurea in scienze politiche all'Università di Trieste con un punteggio di 104/110. Si dedica all'attività politica fin da ragazzo nelle formazioni giovanili del Movimento Sociale Italiano prima e di Alleanza Nazionale poi. A partire dal 2003 svolge l'attività di impiegato amministrativo. Si candida nel 2009 a Presidente della provincia di Pordenone a capo di una coalizione di centro-destra, vincendo con il 62,8% dei voti. Rimarrà in carica fino al 2014.
Dopo aver inizialmente aderito a Fratelli d'Italia, nel 2016 si candida da indipendente a sindaco di Pordenone sempre a guida di una coalizione di centro-destra; vince il ballottaggio del 19 giugno con il 58,81% dei voti, battendo la candidata per il centro-sinistra Daniela Giust.
Nel 2021 si ricandida a sindaco con il sostegno di Lega Nord, Fratelli d'Italia, Forza Italia e due liste civiche, venendo rieletto al primo turno con il 65,4% dei voti.
Nel maggio del 2024, in occasione delle elezioni europee, viene candidato nella lista di Fratelli d'Italia per la circoscrizione nord-orientale  risultando poi eletto con oltre 44.000 preferenze. Si dimette perciò da sindaco il 28 giugno successivo per incompatibilità tra le due cariche.